# Rhyacophila angelieri
Rhyacophila angelieri är en nattsländeart som beskrevs av Decamps 1965. Rhyacophila angelieri ingår i släktet Rhyacophila och familjen rovnattsländor. Inga underarter finns listade i Catalogue of Life.